# Kolozsvár Aréna
A Kolozsvár Aréna (románul: Cluj Arena) futballstadion Kolozsváron, amely a korábbi Városi Stadion (Stadionul Ion Moinea) helyén épült. Románia második legnagyobb stadionja. A stadionban játssza meccseit az Universitatea Cluj.

## Elhelyezkedése
A kolozsvári Sétatér nyugati oldalán helyezkedik el, a Szamos mellett. 

## Története
A stadion a régi Városi Stadion (Stadionul Ion Moinea) helyén épült fel. Az építkezés, a régi stadion bontásával együtt két évig tartott. Az építést egy konzorcium végezte, amelynek tagjai az ACI Cluj, Con-A Sibiu, Transilvania Construcţii, a kolozsvári Műszaki Egyetem (UTCN), Dico şi Ţigănaş, Bogart Construct SRL, DAS Engineering és Grup 4 Instalaţii. Az építkezés teljes költsége 45 millió euró volt (ÁFA-val együtt), ezzel mintegy hatszor olcsóbb volt, mint a fővárosi Nemzeti Aréna. Az összeg közel 75%-át a Kolozs megyei tanács, a többit a román kormány biztosította. A terveket a Dico și Țigănaș cég készítette.
A stadiont hivatalosan 2011. október 1-jén adták át, az ünnepélyes avatást október 8-án tartották. A megnyitón a FC Universitatea Cluj és a FK Kubany Krasznodar barátságos mérkőzésére került sor.

## Zenei rendezvények
A sportrendezvények mellett a stadionban koncerteknek is helyet adnak. A megnyitó ünnepségen a német Scorpions lépett fel több mint 40 000 néző előtt. A következő napon a Smokie együttes koncertezett. 2012-ben a Roxette lépett fel a létesítményben. 
2013-ban a Cluj Arena Music Fest alkalmából a Deep Purple koncertjére került sor, 2014. május 17-én a Radio ZU rendezvényén a legismertebb romániai könnyűzenei előadók léptek fel mintegy 50 000 néző előtt.